# Mistrzostwa Afryki w Piłce Siatkowej Kobiet 2009
XVII Mistrzostwa Afryki w piłce siatkowej w 2009 roku zostały rozegrane w Algierii. Turniej, po raz pierwszy w historii, wygrały gospodynie, które wyprzedziły reprezentantki Tunezji i Kamerunu.
MVP turnieju wybrana została Lydia Oulmou z Algeria.

## Klasyfikacja końcowa
| Miejsce | Reprezentacja |
| ------- | ------------- |
| złoto   | Algieria      |
| srebro  | Tunezja       |
| brąz    | Kamerun       |
| 4.      | Senegal       |
| 5.      | Botswana      |
| 6.      | Maroko        |